# S. C. Johnson & Son
S. C. Johnson & Son (thường được biết đến là S. C. Johnson và S. C. Johnson, là một công ty thương mại gia đình), từng được biết đến là S. C. Johnson Wax (trước đó là Johnson Wax), là một công ty tư nhân của Mỹ, chuyên sản xuất các sản phẩm gia dụng, cọ rửa và các sản phẩm hóa mỹ phẩm tiêu dùng có trụ sở chính tại Racine, Wisconsin. Công ty có thị trường trên 72 quốc gia và thương hiệu có mặt hơn 110 nước trên toàn cầu. Đây là công ty lớn nhất trực thuộc tập đoàn Johnson Family Enterprises, bao gồm cả tập đoàn Johnson Financial Group và Johnson Outdoors. Vào năm 2006, S. C. Johnson & Son có khoảng 12,000 nhân viên và doanh số xấp xỉ $7.5 tỉ đô la Mỹ.

## Lịch sử
Từ tháng 4.1935 đến tháng 5.1950, công ty được tài trợ bởi chương trình phát thanh Fibber McGee & Molly, chính thức được biết đến là chương trình The Johnson Wax, mỗi chương trình đều có sự hiện diện của các nhân viên bán hàng và người đại diện của Johnson là Harlow Wilcox.
Trong thập niên 1950, công ty trở thành nhà tài trợ cho những chương trình trò chơi The Name's the Same, xen kẽ với chương trình Swanson, và đồng thời cũng là đồng tài trợ bộ phim Robert Montgomery Presents trên kênh NBC, sau đó là CBS, The Red Skelton Show.

Vào năm 1984, Đại học Cornell đổi tên thành trường kinh doanh S. C. Johnson công nhận sự đóng góp của gia đình Johnson.
Năm 1999, sản phẩm tẩy rửa thương mại và hệ thống sản xuất tách ra từ Johnson Wax và trở thành công ty độc lập mang tên Johnson Wax Professional. Năm 2002, họ mua lại DiverseyLever và trở thành JohnsonDiversey Inc.,. Vào năm 2009, được đổi tên thành Diversey, Inc.
Chủ tịch và giám đốc điều hành hiện tại là tiến sĩ Herbert Fisk Johnson III - thế hệ thứ năm của gia đình Johnson đã dẫn dắt công ty. Ông đã nối nghiệp người cha, Samuel Curtis Johnson, Jr., người đã mất vào năm 2004.
Công ty là một trong ba thành viên nhận giải thưởng Ron Brown Award cho khả năng lãnh đạo vào năm 2006.
Từ năm 2005 đến 2011, S. C. Johnson & Son luôn được xếp trong 10 hạng đầu tiên là một trong những nơi đáng làm việc nhất của tạp chí Fortune. Năm 2007, công ty xếp hạng 7 và năm 2011 xếp hạng 10. 
Mặc dù là một công ty lớn nhưng vẫn họ vẫn là một công ty tư nhân sở hữu bởi gia đình Johnson ở thế hệ lãnh đạo thứ 5.
Công Ty TNHH S.C. Johnson & Son: Lô 1, Đường Số 9, Khu Công Nghiệp Sóng Thần 1, Phường An Bình, Thành Phố Dĩ An, Tỉnh Bình Dương, Việt Nam.

## Đánh giá
Mỗi năm từ 2003, S. C. Johnson & Son đã nhận được đánh giá hoàn hảo 100% bởi tổ chức Human Rights Campaign trong báo cáo hàng năm. Trong 2005 và 2006, tạp chí Working Mothers đã bình chọn công ty là một trong 10 công ty tốt nhất trong danh sách 100 công ty tốt nhất.

## Tên thương hiệu
Những thương hiệu thuộc quyền sở hữu của S. C. Johnson & Son:

### Chăm sóc xe
- Grand Prix
- Tempo

### Tẩy rửa sàn
- Glo-Coat
- Johnsons Brite
- Mr. Muscle

### Tẩy rửa gia dụng và sản phẩm thơm
- Bayfresh
- Beanpod Soy Candles
- Caldrea
- Drano
- Fantastik
- Favor
- Glade
- Grab-it
- Mr. Muscle
- Mrs. Meyer's Clean Day
- Nature's Source
- Drainex
- Oust
- Pledge
- Pride, furniture polish[3]
- Scrubbing Bubbles (formerly known as Dow Bathroom Cleaner before the sale to S. C. Johnson & Son)
- Shout
- Toilet Duck
- Windex
- KabiKiller (Nhật Bản)

### Bảo quản thực phẩm
- Saran Wrap
- Ziploc

### Sản phẩm diệt côn trùng có hại
- ALL OUT
- Autan
- Baygon
- OFF!
- Raid

### Chăm sóc giày dép
- Kiwi
- Bama
- Salamander
- Woly
- Woly Sport
- Grison

## Bảo vệ môi trường
Danh sách xanh của S. C. Johnson & Son là hệ thống phân loại, đánh giá tác động của nguyên liệu sản xuất đến sức khỏe con người và môi trường. Biểu tượng danh sách xanh đại diện để giúp khách hàng xác định sản phẩm nào phù hợp và an toàn với sức khỏe và môi trường. Nhãn hiệu của danh sách xanh đại diện cho rất nhiều sản phẩm của S. C. Johnson & Son. Đây là một phát triển tích cực và có kết quả trong việc loại bỏ 1.8 triệu pounds hóa chất hữu cơ bay hơi từ Windex, và 4 triệu pounds PVDC từ Saran Wrap.
Ngày 18.12.2012, S. C. Johnson & Son bắt đầu chiến dịch với 2 tuốc bin gió tại nhà máy lớn nhất của họ ở Mount Pleasant, Wisconsin. Năng lượng do các tuốc bin sản sinh cùng năng lượng có được nhờ sử dụng khí đốt sinh ra từ một bãi rác gần đó giúp sản xuất đủ lượng điện để cung cấp cho nhà máy.